# Espadañedo (kommunhuvudort)
Espadañedo är en kommunhuvudort i Spanien.   Den ligger i provinsen Provincia de Zamora och regionen Kastilien och Leon, i den nordvästra delen av landet, 290 km nordväst om huvudstaden Madrid. Espadañedo ligger 1 031 meter över havet och antalet invånare är 185.
Terrängen runt Espadañedo är kuperad åt nordväst, men åt sydost är den platt. Runt Espadañedo är det mycket glesbefolkat, med 2 invånare per kvadratkilometer. Närmaste större samhälle är Truchas, 16,4 km norr om Espadañedo. 